# Гари (Киров)
 Гари — опустевшая деревня в Кировской области. Входит в состав муниципального образования «Город Киров»

## География
Расположена на расстоянии примерно 7 км по прямой на запад-северо-запад от поселка Лянгасово.

## История
Была известна с 1802 года как деревня Гарская с 6 дворами. В 1873 году здесь (деревня Горелая) отмечено дворов 6 и жителей 68, в 1905 (Гарская или Гари) 18 и 111, в 1926 (Гари или Гарь) 28 и 138, в 1950 (Гари) 34 и 69, в 1989 оставался 1 житель. Административно подчиняется Октябрьскому району города Киров.

## Население
Постоянное население не было учтено как в 2002 году, так и в 2010.